# Ceratina tehuacana
Ceratina tehuacana là một loài Hymenoptera trong họ Apidae. Loài này được Strand mô tả khoa học năm 1919.